# LGV Rome - Naples
Ne doit pas être confondu avec Ligne de Rome à Naples par Cassino ou Ligne de Rome à Naples par Formia.
La LGV Rome - Naples est une ligne ferroviaire à grande vitesse italienne, d'environ 205 kilomètres, qui relie les villes de Rome et Naples. La ligne se poursuit sur 29 kilomètres au sud pour atteindre la ville de Salerne.

## Histoire
Il y a très longtemps, au tout début du XIXe siècle les chemins de fer italiens avaient noté les insuffisances de la ligne historique entre Rome et Naples. Bien que de construction récente, elle n'arrivait pas à satisfaire les besoins en matière de débit et de performances. Pour régler ce problème, mais également consolider la récente unité du pays (NDR : l'unité italienne date de 1860..) et pour s’affranchir des importations massives de charbon, en 1907, le gouvernement de l'époque engagea les études d’une ligne ferroviaire nouvelle entre Rome et Naples par la côte et les Marais Pontins, doublant ainsi la voie accidentée passant par Cassino.
La Première Guerre mondiale stoppa les travaux qui ne reprirent qu’en 1922 : le régime fasciste voyait dans le projet à la fois un instrument de centralisation du pays et un outil de lutte contre le chômage, tout comme le développement du réseau  autoroutier. L’Italie pouvait en outre capitaliser sur l’expérience acquise en matière de traction électrique avec le courant triphasé 3600 V 16,7 Hz qu'elle avait introduit dès 1914. L'inauguration de cette nouvelle ligne eut lieu le 28 octobre 1927 mais avec une locomotive à vapeur car l’Italie venait d’adopter définitivement le 3000 V continu et la conversion du réseau n’était pas tout à fait achevée.
La "Direttissima" Rome – Naples était résolument avant-gardiste. Une ligne nouvelle à l'itinéraire le plus court, quitte à recourir à des ouvrages d’art complexes dont 3 tunnels de plus de 5 km et de nombreux ponts et viaducs, conçue pour une vitesse minimale de 160 km/h, sans aucun passage à niveau et totalement interopérable avec le réseau existant.
C'est 82 ans plus tard que la ligne à grande vitesse entre ces deux grandes métropoles est mise en service. Le 13 décembre 2009 la ligne LGV Rome - Naples est entièrement en exploitation.